# پرنده خمیری
پرنده خمیری (به پنجابی: Aate Di Chidi) و (به انگلیسی: Bird of dough) فیلمی هندی محصول سال ۲۰۱۸ و به کارگردانی وی.ان. آدیتیا است. در این فیلم بازیگرانی همچون آمریت مان، نیرو باجوا، گورپریت گوگی، کارامجیت آنمول، آرجون گوپتا، سردار سوهی و آشلین جی ایفای نقش کرده‌اند.